# Governació de Sharqia
La governació de Sharqia (àrab: محافظة الشرقيّة, muḥāfaẓat ax-Xarqiyya) és una de les governacions o muhàfadhes d'Egipte, situada al nord del país, que té com a capital la ciutat d'Al-Zaqāziq. L'any 2006 tenia 5.340.058 habitants. Hi ha les ciutats d'Al-Zaqāziq, Belbeis, Menya Al Qamh, Abou Hammaad, Faqous, Hehya, Abu Kabeer, Al Husaineya, Kafr Saqr, Awlaad Saqr, Al Qenayaat, Deyarb Najm i Al Ebrahemeyah.

## Història
Formava una pagarquia romana d'Orient amb el nom d'Afroditòpolis fins a la dominació musulmana quan va esdevenir una kura (cora); fou una de les poques pagarquies que llavors va rebre un nom àrab, que volia dir 'orient' per estar a la riba oriental del Nil. La primera capital fou Ansina (Antinoé). Tenia un petit nombre de poblacions (disset) i es suposa que la kura veïna de Dallas (Nilòpolis) o la d'al-Kays (Kynòpolis) que eren a l'altre costat del riu, estenien el seu territori cap a la riba oriental. La capital següent fou probablement Atfih esmentada com a tal per al-Makrizi (que parla de la kura amb el nom d'Atfihiyya). Sota els fatimites la kura va esdevenir una província amb límits més extensos (va arribar a tenir 452 poblacions) i corresponia a les pagarquies romanes d'Orient de Bubastis (Basta), Arabia (Tarabiya), i Pharbaitos (Farbayt); el 1315 en va ser segregada la part sud amb el nom d'al-Qalyubiyah i a partir de llavors la província ha conservat uns límits similars; tindria després de la segregació unes 380 localitats. La capital fou Bilbays fins al segle xix, en què la capitalitat va passar a Zakakiz o Zagazig. Sota els mamelucs nombrosos pobles foren cedits en ikta (feu) a caps beduïns; la implantació dels beduïns encara es pot percebre avui dia en els dialectes locals.
L'estadística donava el 1966 una superfície de 4.702 km², posteriorment reduïts a 4.180 i una població el 1897 de 749.130 habitants, el 1960 de 1.820.000 habitants i el 1966 de 2.125.000 habitants. La població als cens de 2006 era de 5.340.058 persones.

## Personatges il·lustres
- Miral al-Tahawi (1968), escriptora